# Haramiyoidea
De Haramiyoidea zijn de grootste onderorde van de uitgestorven zoogdierorde Haramiyida. Acht van de twaalf bekende Haramiyida behoren tot deze onderorde, die bekend is van Europa, Groenland, Afrika en Binnen-Mongolië. De families zijn Haramiyaviidae, Eleutherodontidae en Haramiyidae.